# Тёниссен, Майк
Майк Тёниссен (нидерл. Mike Teunissen; род. 25 августа 1992, Йсселстейн,  община Венрай, провинции Лимбург, Нидерланды) — нидерландский профессиональный шоссейный велогонщик, выступающий за команду мирового тура «Jumbo-Visma». Чемпион мира по Велокроссу (U-23) в 2013 году.

## Достижения

### Велокросс
2011
2-й - Чемпионат мира  (U-23)
2013
1-й  - Чемпион мира  (U-23)

### Шоссе
2010
1-й - этап 2 Льеж – Ла-Глез
4-й - Омлоп Хет Ниусблад U23
4-й - Ремушамп-Ферьер-Ремушамп
2012
4-й - Тур Лимбурга
8-й - Париж–Рубэ Еспоирс (U-23)
2013
1-й - Rabo Baronie Breda Classic
Чемпионат Нидерландов по шоссейному велоспорту (U-23)
2-й - Групповая гонка
4-й - Индивидуальная гонка
2-й - Мемориал Арно Валларда
5-й - Международный велотрофей Йонга Мар Мудига
8-й - Тур Фьордов  — Генеральная классификация
8-й - Крейз Брейз Элит — Генеральная классификация
10-й - Омлоп Хет Ниусблад U23
2014
1-й - Париж–Рубэ Еспоирс (U-23)
1-й - Париж — Тур Еспоирс (U-23)
1-й - Rabo Baronie Breda Classic
2-й - Чемпионат Нидерландов по шоссейному велоспорту — Индивидуальная гонка (U-23)
3-й - Букль де ля Майен — Генеральная классификация
1-й  — Молодёжная классификация
3-й - Омлоп дер Кемпен
5-й - Тур Фландрии U23
6-й - Le Triptyque des Monts et Châteaux — Генеральная классификация
10-й - Гран-при Джефа Шеренса
2015
1-й -пролог Тур де Эна
2-й - Лондон — Суррей Классик
7-й - Гран-при Импанис–Ван Петегем
9-й - Париж — Тур
2016
9-й - Дварс дор Фландерен
2017
10-й - Париж — Тур
2018
2-й Дварс дор Фландерен
5-й Чемпионат Нидерландов в групповой гонке
2019
1-й - Этапы 1 и 2  (КГ) Тур де Франс
1-й Четыре дня Дюнкерка — Генеральная классификация
1-й - Этапы 5 и 6
1-й ЗЛМ Тур — Генеральная классификация
7-й Париж — Рубе
10-й Три дня Брюгге — Де-Панне

## Статистика выступлений

### Гранд-туры
| Гонка           | 2015 | 2016 | 2017 | 2018 | 2019 |
| --------------- | ---- | ---- | ---- | ---- | ---- |
| Джиро д'Италия  | —    | —    | —    | —    |      |
| Тур де Франс    | —    | —    | 129  | —    |      |
| Вуэльта Испании | 104  | —    | —    | 109  |      |

| — | Не участвовал |